# Olympische Zomerspelen 2012
De Olympische Zomerspelen van de XXXe Olympiade werden van 27 juli tot en met 12 augustus 2012 gehouden in Londen, de hoofdstad van het Verenigd Koninkrijk. Het was de 27e editie van de Zomerspelen, die voor het eerst in 1896 werden georganiseerd. Londen is de eerste stad die voor de derde keer de Spelen mocht organiseren. Eerder vonden de Spelen van 1908 en 1948 hier plaats. Aansluitend aan de Olympische Spelen werden in Londen ook de Paralympische Spelen gehouden.

## Algemeen

### Toewijzing
Londen werd op 6 juli 2005 in Singapore door het IOC gekozen als de gastheer voor de Olympische Spelen van 2012.
Andere kandidaten waren: Parijs, New York, Madrid en Moskou. In de eerste ronde viel Moskou af, in de tweede ronde New York, in de derde ronde Madrid en ten slotte ook Parijs.
| Keuze gaststad Olympische Zomerspelen 2012 |          |          |          |          |
| Stad                                       | 1e ronde | 2e ronde | 3e ronde | 4e ronde |
| Londen                                     | 22       | 27       | 39       | 54       |
| Parijs                                     | 21       | 25       | 33       | 50       |
| Madrid                                     | 20       | 32       | 31       |          |
| New York                                   | 19       | 16       |          |          |
| Moskou                                     | 15       |          |          |          |

### Organisatie
De Spelen werden georganiseerd door het London Organising Committee of the Olympic Games and Paralympic Games (LOCOG). De realisatie van de sportaccommodaties en de infrastructuur wordt verzorgd door de Olympic Delivery Authority.

### Fakkeltocht
Op 10 mei 2012 werd zoals gewoonlijk de vlam ontstoken in de Tempel van Hera in  Olympia. Zeven dagen later, 17 mei kwam de olympische vlam aan op de plaats van de eerste moderne Spelen: Panathinaiko, Athene. De olympische vlam kwam op 18 mei aan in het Verenigd Koninkrijk waar de organisatie de campagne Moment to Shine lanceerde, een oproep om burgers een stukje met de vlam te laten lopen. 8000 burgers hebben de vlam een stukje door het Verenigd Koninkrijk gedragen. De organisatie ontwierp een route waarbij 95% van de bevolking binnen 1 uur reistijd de fakkeltocht kon bekijken, passend bij het thema van deze editie: Inspire a Generation (Inspireer een generatie). Op 6 juni heeft de olympische vlam het Verenigd Koninkrijk even verlaten om rond te laten gaan in de Ierse hoofdstad Dublin. Tijdens de openingsceremonie op vrijdag 27 juli is het olympisch vuur in het Olympisch Stadion (Londen) door zeven beloftevolle Britse atleten ontstoken.

## Deelnemers
- Aantal deelnemers
  - 10.519 (5.864 mannen en 4.655 vrouwen) uit 205 landen
- Jongste deelnemer
  - ( TOG) Adzo Kpossi (13 jaar, 191 dagen)
- Oudste deelnemer
  - ( JPN) Hiroshi Hoketsu (71 jaar, 128 dagen)

## Hoogtepunten
- De Amerikaanse zwemmer Michael Phelps was de meest succesvolle deelnemer op deze Spelen met zes medailles (vier gouden en twee zilveren). Bovendien werd hij de meest succesvolle olympiër ooit met een totaal van 22 medailles over drie Spelen (2004-2012).
- Voor de tweede keer op rij (na 2008) won de Jamaicaanse sprinter Usain Bolt drie gouden medailles (100 m, 200 m en 4 x 100 m estafette).
- De Britse delegatie eindigde met 29x goud, 17x zilver en 19x brons op de derde positie in de medaillespiegel.
- Baanwielrenner Chris Hoy won tweemaal goud, op de sprint en de keirin, en werd de meest succesvolle Britse sporter aller tijden. Ben Ainslie werd - met nogmaals goud - de eerste sporter bij het zeilen die een medaille won op vijf opeenvolgende Olympische Spelen (vier gouden en een zilveren).
- Op vijftienjarige leeftijd won de Litouwse zwemster Rūta Meilutytė een gouden medaille op de 100 m schoolslag.
- Voor het eerst mocht een gehandicapte sporter met prothesen (de Zuid-Afrikaan Oscar Pistorius) meedoen aan de reguliere Olympische Spelen.[1]
- Het Amerikaans basketbalteam verslaat Nigeria met 156 tegen 73. Dit volstond voor het meeste punten ooit gemaakt in de olympische geschiedenis.[2]
- Voor het eerst hadden alle deelnemende landen minstens één vrouw in hun team, met de Saoedische judoka Wojdan Shaherkani als hekkensluiter.
- Zeven landen behaalden voor het eerst een medaille, voor alle zeven bleef het ook bij deze ene medaille op deze editie. Grenada won goud, Botswana, Cyprus, Gabon, Guatemala en Montenegro wonnen zilver en Bahrein won brons.

## Accommodaties
| Accommodatie                  | Functie |
| ----------------------------- | --- |
| Olympic Park                  | De hoofdlocatie van de Spelen gelegen in Stratford met een aantal nieuwe sportcentra, het olympisch dorp en het centrale Olympisch Stadion. Het openbaarvervoersnetwerk rond het naastgelegen Station Stratford, is sterk uitgebreid om de grote aantallen reizigers efficiënt te kunnen aan- en afvoeren. |
| Olympisch Stadion             | Openings- en Sluitingsceremonie, Atletiek (uitgezonderd Marathon en Snelwandelen) |
| Basketball Arena              | Basketbal en Handbal (finales en halve finales) |
| Copper Box                    | Handbal, Moderne Vijfkamp (schermen) |
| London Aquatics Centre        | Schoonspringen, Synchroonzwemmen, Zwemmen, Moderne Vijfkamp (zwemmen) |
| London Velopark               | Baanwielrennen en BMX |
| Riverbank Arena               | Hockey |
| Earls Court                   | Volleybal |
| ExCeL Exhibition Centre       | Boksen, gewichtheffen, judo, schermen, taekwondo, tafeltennis en worstelen |
| Greenwich Park                | Paardrijden (dressuur, eventing, springconcours), Moderne Vijfkamp (springconcours, lopen, schieten) |
| Hadleigh Country Park         | Mountainbike |
| Horse Guards Parade           | Beachvolleybal |
| Hyde Park                     | Triatlon, Zwemmen (openwater) |
| Lord's Cricket Ground         | Boogschieten |
| Regent's Park                 | Wegwielrennen, Atletiek (Marathon en snelwandelen) |
| Royal Artillery Barracks      | Schieten |
| North Greenwich Arena         | Basketbal (finales) en Gymnastiek (artistiek, trampoline) |
| Wimbledon                     | Tennis |
| Wembley                       | Voetbal |
| Wembley Arena                 | Badminton en Gymnastiek (ritmisch) |
| Lee Valley White Water Centre | Kano (wildwater slalom) |
| Dorney Lake van Eton College  | Kano (vlakwater sprint), Roeien |
| Het Kanaal bij Weymouth       | Zeilen |

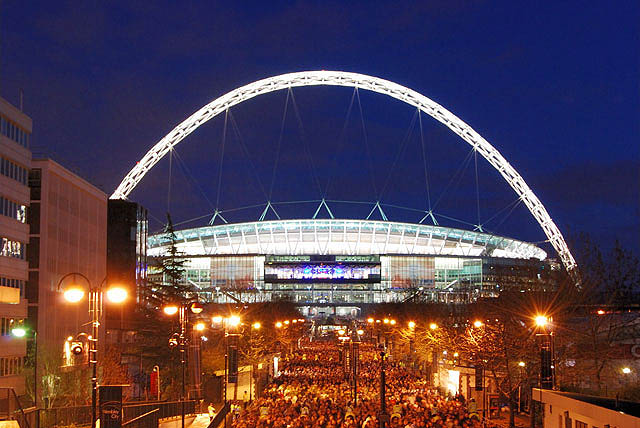
Het Wembleystadion is gebruikt bij het voetbaltoernooi.

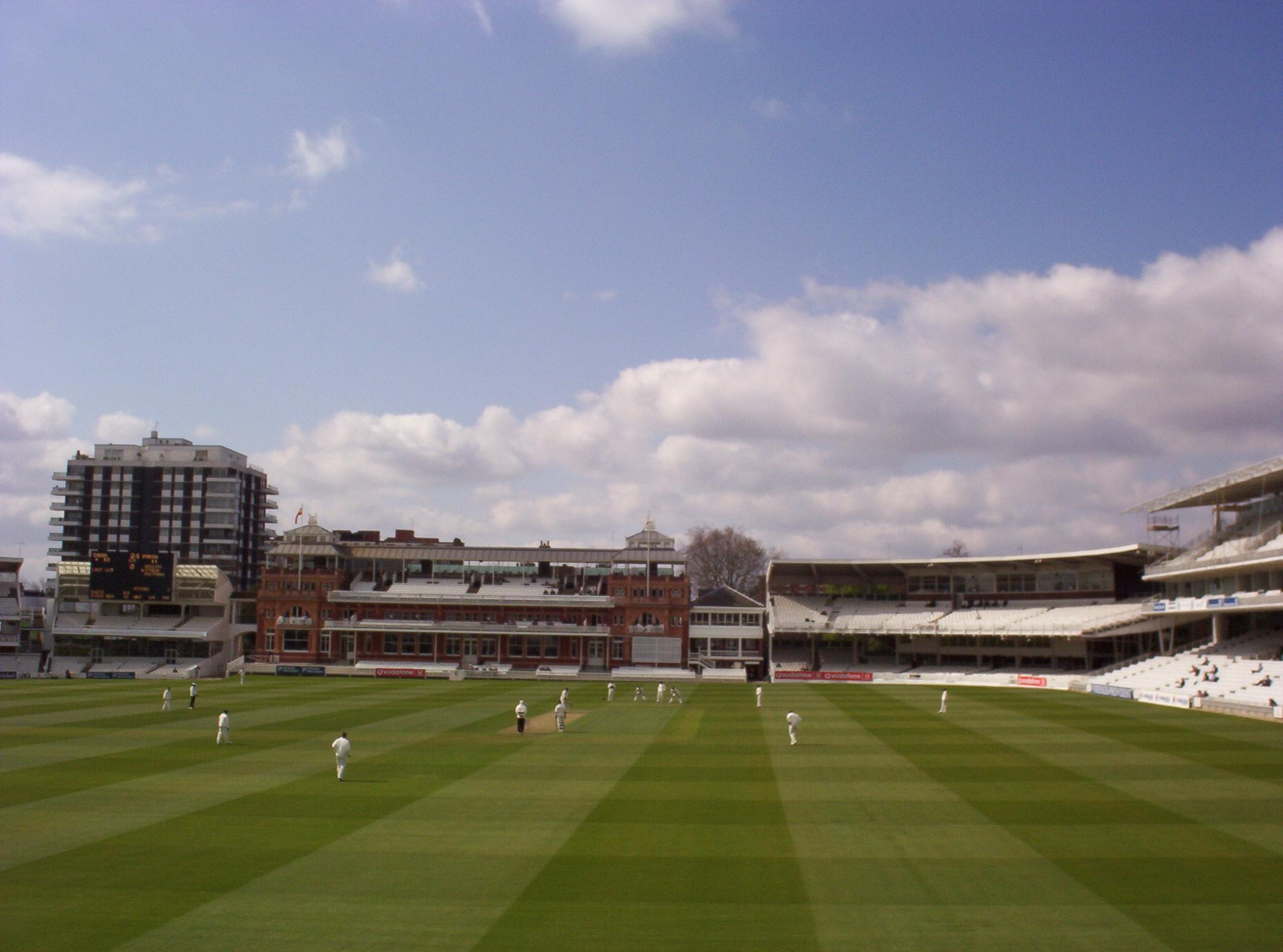
Lord's Cricket Ground

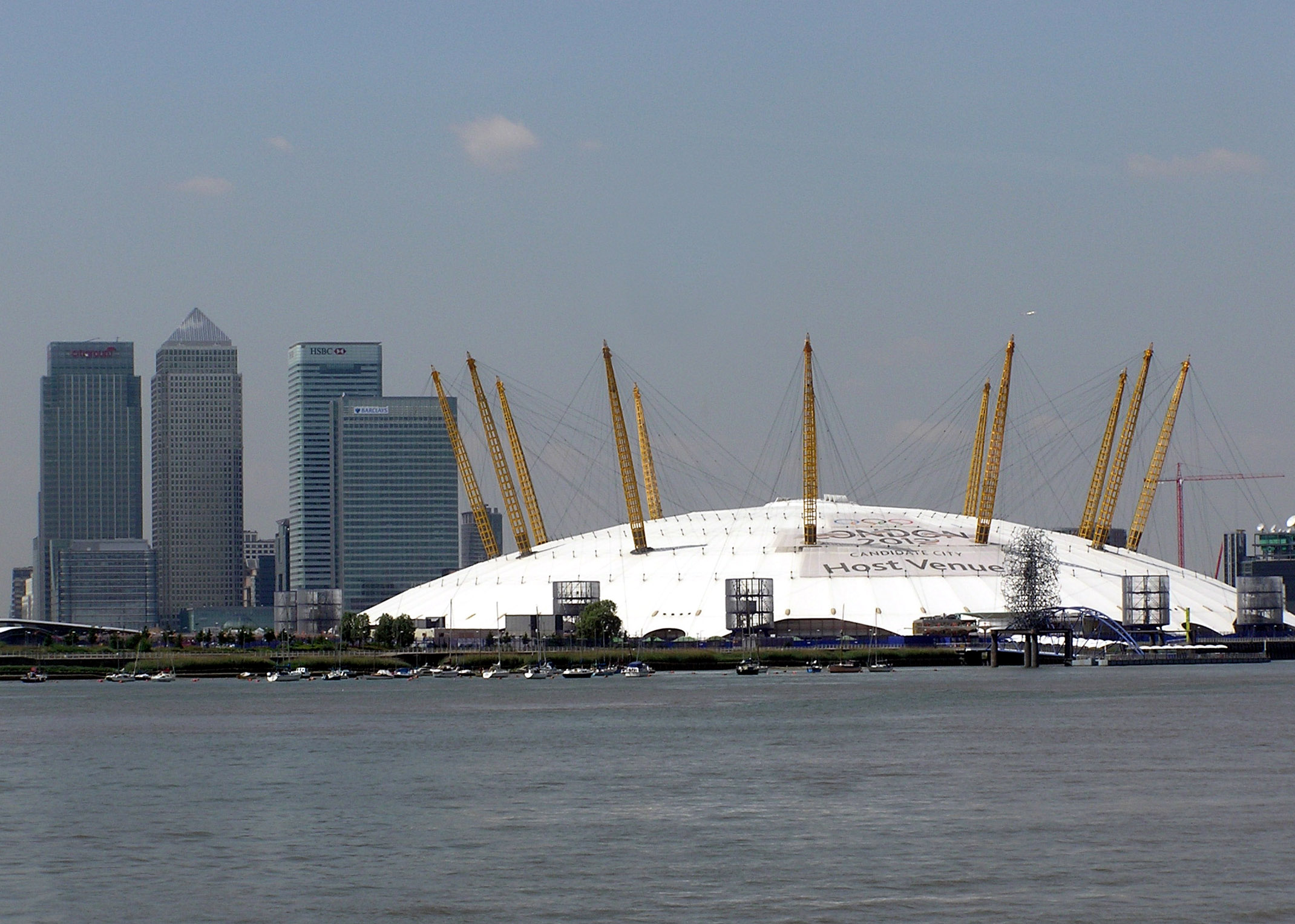
The O_{2}

Het "Olympic Park" werd na afloop van de Spelen, in 2013, vernoemd naar koningin Elizabeth. Het park draagt sindsdien de naam Queen Elizabeth Olympic Park.

## Sporten
Op deze Spelen staan 26 olympische sporten op het programma. Deze vallen uiteen in 302 medaille-evenementen.

### Mutaties
| Sport             | Nieuw                                                                   | Verdwenen (t.o.v. 2008)                                                                                       | Wijzigingen |
| ----------------- | ----------------------------------------------------------------------- | --- | --- |
| Honkbal Softbal   |                                                                         | afgevoerd afgevoerd                                                                                           | |
|                   |                                                                         | | |
| Boksen            | Vlieggewicht (v) Halfweltergewicht (v) Halfzwaargewicht (v)             | Vedergewicht (m)                                                                                              | |
| Kanovaren         | C1 200 m (m) K1 200 m (m) K2 200 m (m) K1 200 m (v)                     | C1 500 m (m) C2 500 m (m) K1 500 m (m) K2 500 m (m)                                                           | |
| Tennis            | Gemengd dubbelspel                                                      | | |
| Wielrennen (baan) | Omnium (m) Keirin (v) Omnium (v) Ploegachtervolging (v) Team sprint (v) | Achtervolging, individueel (m) Koppelkoers (m) Puntenkoers (m) Achtervolging, individueel (v) Puntenkoers (v) | |
| Zeilen            |                                                                         | Catamaran-klasse (Tornado)                                                                                    | Kielboot-klasse: vrouwen: de Elliott 6m vervangt de Yngling                                                                |
|                   |                                                                         | | |
| Schermen          |                                                                         | | (Als gevolg van roulatiesysteem) mannen: floret team in plaats van degen team vrouwen: degen team in plaats van sabel team |
|                   | 13                                                                      | 13 | 3 |

### Kalender
| ● | Openingsceremonie |  | Wedstrijden | ● | Wedstrijden met medailles | ● | Sluitingsceremonie |

| juli / augustus 2012 | wo 25 | do 26 | vr 27 | za 28 | zo 29 | ma 30 | di 31 | wo 1 | do 2 | vr 3 | za 4 | zo 5 | ma 6 | di 7 | wo 8 | do 9 | vr 10 | za 11 | zo 12 | Tot. |
| -------------------- | ----- | ----- | ----- | ----- | ----- | ----- | ----- | ---- | ---- | ---- | ---- | ---- | ---- | ---- | ---- | ---- | ----- | ----- | ----- | ---- |
| Atletiek             |       |       |       |       |       |       |       |      |      | 2    | 6    | 6    | 5    | 4    | 4    | 5    | 6     | 8     | 1     | 47   |
| Badminton            |       |       |       |       |       |       |       |      |      | 1    | 2    | 2    |      |      |      |      |       |       |       | 05   |
| Basketbal            |       |       |       |       |       |       |       |      |      |      |      |      |      |      |      |      |       | 1     | 1     | 02   |
| Boksen               |       |       |       |       |       |       |       |      |      |      |      |      |      |      |      | 3    |       | 5     | 5     | 13   |
| Boogschieten         |       |       |       | 1     | 1     |       |       |      | 1    | 1    |      |      |      |      |      |      |       |       |       | 04   |
| Gewichtheffen        |       |       |       | 1     | 2     | 2     | 2     | 2    |      | 2    | 1    | 1    | 1    | 1    |      |      |       |       |       | 15   |
| Gymnastiek           |       |       |       |       |       | 1     | 1     | 1    | 1    | 1    | 1    | 3    | 3    | 4    |      |      |       | 1     | 1     | 18   |
| Handbal              |       |       |       |       |       |       |       |      |      |      |      |      |      |      |      |      |       | 1     | 1     | 02   |
| Hockey               |       |       |       |       |       |       |       |      |      |      |      |      |      |      |      |      | 1     | 1     |       | 02   |
| Judo                 |       |       |       | 2     | 2     | 2     | 2     | 2    | 2    | 2    |      |      |      |      |      |      |       |       |       | 14   |
| Kanovaren            |       |       |       |       |       |       | 1     | 1    | 2    |      |      |      |      |      | 4    | 4    |       | 4     |       | 16   |
| Moderne Vijfkamp     |       |       |       |       |       |       |       |      |      |      |      |      |      |      |      |      |       | 1     | 1     | 02   |
| Paardensport         |       |       |       |       |       |       | 2     |      |      |      |      |      | 1    | 1    | 1    | 1    |       |       |       | 06   |
| Roeien               |       |       |       |       |       |       |       | 3    | 3    | 4    | 4    |      |      |      |      |      |       |       |       | 14   |
| Schermen             |       |       |       | 1     | 1     | 1     | 1     | 2    | 1    | 1    | 1    | 1    |      |      |      |      |       |       |       | 10   |
| Schietsport          |       |       |       | 2     | 2     | 1     | 1     | 1    | 1    | 2    | 2    | 1    | 2    |      |      |      |       |       |       | 15   |
| Schoonspringen       |       |       |       |       | 1     | 1     | 1     | 1    |      |      |      | 1    |      | 1    |      | 1    |       | 1     |       | 08   |
| Synchroonzwemmen     |       |       |       |       |       |       |       |      |      |      |      |      |      | 1    |      |      | 1     |       |       | 02   |
| Taekwondo            |       |       |       |       |       |       |       |      |      |      |      |      |      |      | 2    | 2    | 2     | 2     |       | 08   |
| Tafeltennis          |       |       |       |       |       |       |       | 1    | 1    |      |      |      |      | 1    | 1    |      |       |       |       | 04   |
| Tennis               |       |       |       |       |       |       |       |      |      |      | 2    | 3    |      |      |      |      |       |       |       | 05   |
| Triatlon             |       |       |       |       |       |       |       |      |      |      | 1    |      |      | 1    |      |      |       |       |       | 02   |
| Voetbal              |       |       |       |       |       |       |       |      |      |      |      |      |      |      |      | 1    |       | 1     |       | 02   |
| Volleybal            |       |       |       |       |       |       |       |      |      |      |      |      |      |      | 1    | 1    |       | 1     | 1     | 04   |
| Waterpolo            |       |       |       |       |       |       |       |      |      |      |      |      |      |      |      | 1    |       |       | 1     | 02   |
| Wielersport          |       |       |       | 1     | 1     |       |       | 2    | 2    | 2    | 1    | 1    | 1    | 3    |      |      | 2     | 1     | 1     | 18   |
| Worstelen            |       |       |       |       |       |       |       |      |      |      |      | 2    | 3    | 2    | 2    | 2    | 2     | 3     | 2     | 18   |
| Zeilen               |       |       |       |       |       |       |       |      |      |      |      | 2    | 2    | 2    | 1    | 1    | 1     | 1     |       | 10   |
| Zwemmen              |       |       |       | 4     | 4     | 4     | 4     | 4    | 4    | 4    | 4    |      |      |      |      | 1    | 1     |       |       | 34   |
| Totaal               |       |       |       | 12    | 14    | 12    | 15    | 20   | 18   | 22   | 25   | 23   | 18   | 21   | 16   | 23   | 16    | 32    | 15    | 302  |
| Cumulatief           |       |       |       | 12    | 26    | 38    | 53    | 73   | 91   | 113  | 138  | 161  | 179  | 200  | 216  | 239  | 255   | 287   | 302   |      |
| Ceremonies           |       |       | ●     |       |       |       |       |      |      |      |      |      |      |      |      |      |       |       | ●     |      |
| juli / augustus 2012 | wo 25 | do 26 | vr 27 | za 28 | zo 29 | ma 30 | di 31 | wo 1 | do 2 | vr 3 | za 4 | zo 5 | ma 6 | di 7 | wo 8 | do 9 | vr 10 | za 11 | zo 12 | Tot. |

## Deelnemende landen

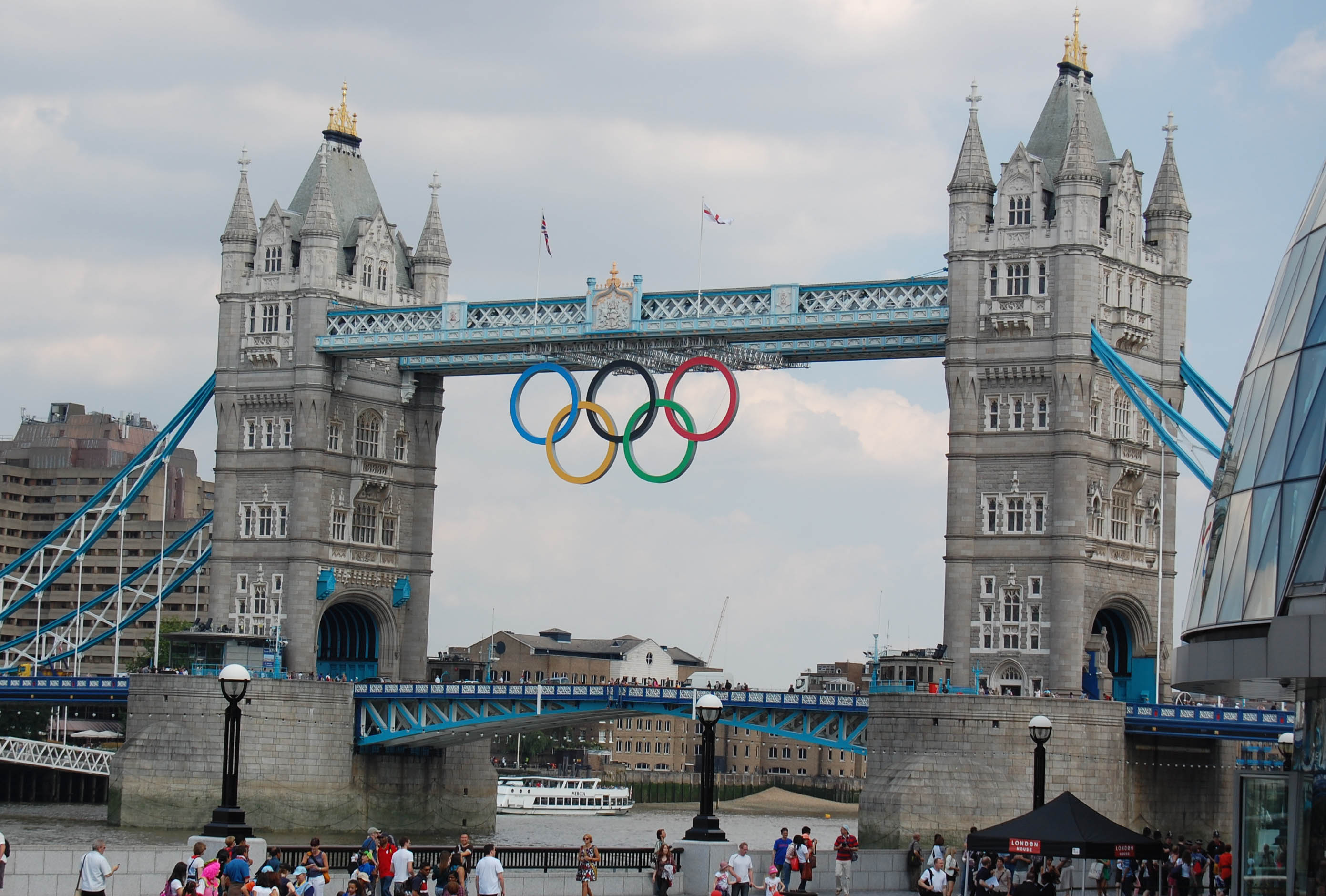
De Tower Bridge met olympische ringen.

Aan de Spelen deden alle 204 Nationale Olympische Comités (NOC's) mee. Alhoewel het niet correct is, wordt een NOC vaak met een land gelijkgesteld. In 2012 waren er 204. Het aantal deelnemende "landen" is hetzelfde gebleven in vergelijking met de voorgaande editie maar daarnaast zijn er ook sporters die buiten een NOC om aan de Spelen mogen meedoen. Deze worden door het IOC aangeduid als Onafhankelijk olympisch deelnemer en komen uit onder de olympische vlag. Die laatste groep sporters is het gevolg van het besluit om na het opheffen van de Nederlandse Antillen in 2010 het NOC van de Nederlandse Antillen niet meer te erkennen terwijl de nieuwe landen Curaçao en Sint-Maarten als afhankelijke landen niet meer met een eigen NOC IOC-lid kunnen worden. Ook atleten uit Zuid-Soedan deden niet mee onder hun eigen vlag omdat het IOC nog geen Nationaal Olympisch Comité heeft erkend en de sport-infrastructuur nog in opbouw is.
In vergelijking met vier jaar eerder nam Brunei nu wel deel.
De 204 deelnemende entiteiten zijn in te delen in drie groepen:
- 192 van de 193 onafhankelijke lidstaten van de Verenigde Naties
- Palestina en Taiwan (onder de naam Chinees Taipei)
- 10 territoria die politiek afhankelijk zijn van China (1), Nederland (1), Nieuw-Zeeland (1), de Verenigde Staten (4) en het Verenigd Koninkrijk (3).

De onderstaande lijst geeft een overzicht van alle deelnemende landen. De naam van het land linkt naar de specifieke olympische pagina van dat land voor de Spelen van 2012.

## Medaille
Op 27 juli 2011 werden de medailles officieel gepresenteerd, een ontwerp van de Brit David Watkins. Het ontwerp op de voorzijde is zoals bij de eerdere medailles het geval was; de Griekse godin van de overwinning, Nikè die uit het Parthenon stapt om in de gaststad te arriveren. Op de achterzijde is onder meer het logo van de Spelen en de Theems te herkennen.

### Medaillespiegel
In de onderstaande tabel staat de top 10 plus België en Nederland.
In de tabel heeft het gastland een blauwe achtergrond.
| Plaats | Land             | NOC | Goud | Zilver | Brons | Totaal |
| ------ | ---------------- | --- | ---- | ------ | ----- | ------ |
| 1      | Verenigde Staten | USA | 46   | 29     | 29    | 104    |
| 2      | China            | CHN | 38   | 27     | 23    | 88     |
| 3      | Groot-Brittannië | GBR | 29   | 17     | 19    | 65     |
| 4      | Rusland          | RUS | 24   | 26     | 32    | 82     |
| 5      | Zuid-Korea       | KOR | 13   | 8      | 7     | 28     |
| 6      | Duitsland        | GER | 11   | 19     | 14    | 44     |
| 7      | Frankrijk        | FRA | 11   | 11     | 12    | 34     |
| 8      | Italië           | ITA | 8    | 9      | 11    | 28     |
| 9      | Hongarije        | HUN | 8    | 4      | 5     | 17     |
| 10     | Australië        | AUS | 7    | 16     | 12    | 35     |
|        |                  |     |      |        |       |        |
| 13     | Nederland        | NED | 6    | 6      | 8     | 20     |
| 60     | België           | BEL | 0    | 1      | 2     | 3      |

## Vervoer

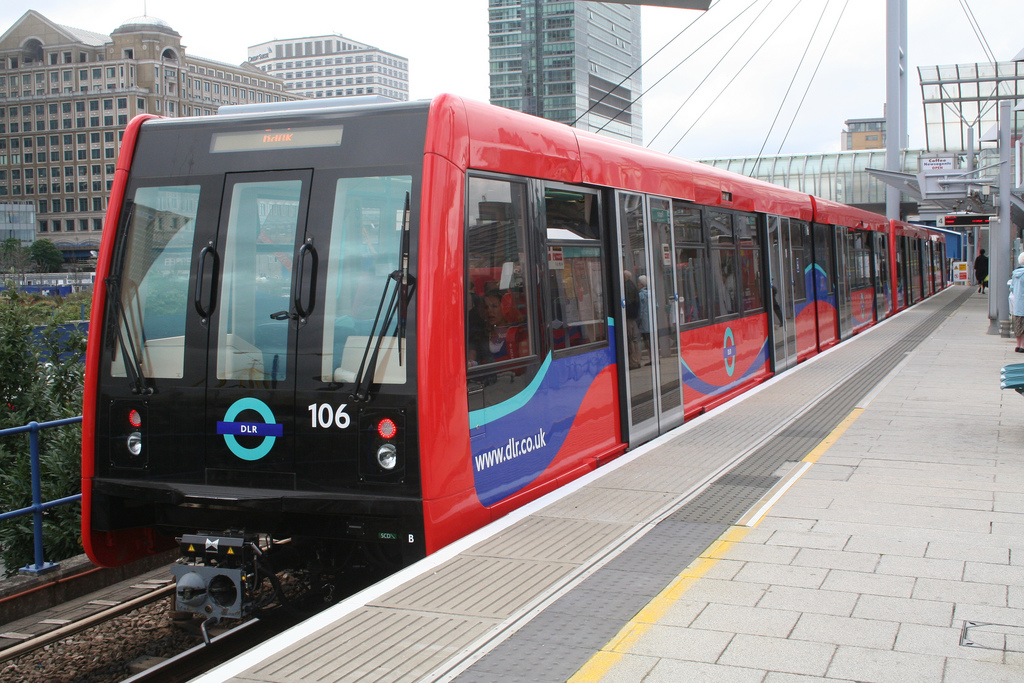
De Docklands light railway was een belangrijk vervoermiddel tijdens de Spelen

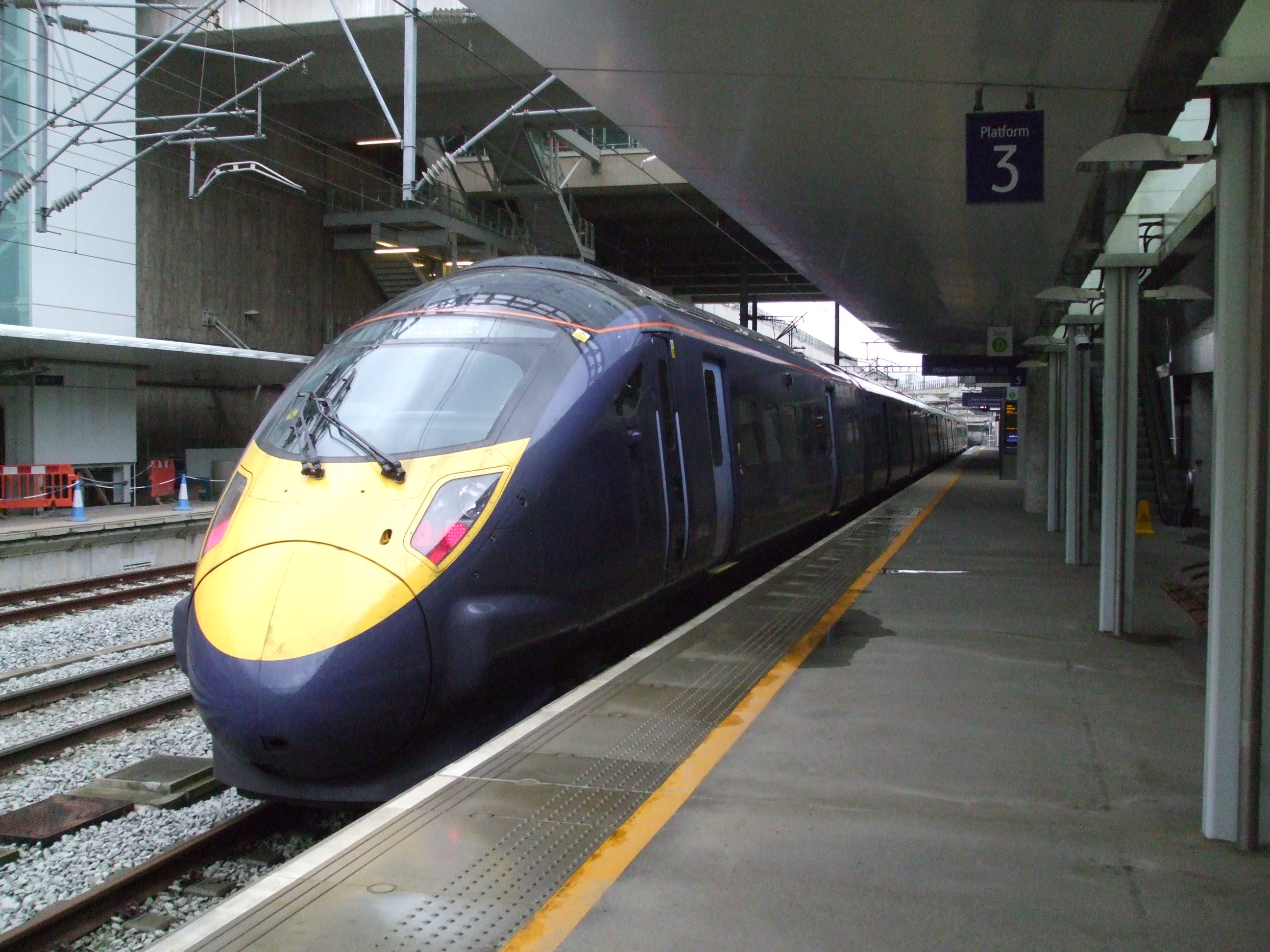
De Olympic Javelin-trein

Het openbaar vervoer scoorde bij de eerste evaluatie van de bieding slecht. Om de grote aantallen toeschouwers te kunnen vervoeren heeft Transport for London (TfL) een groot aantal projecten opgezet om de bezoekers, deelnemers en officials tijdens de Spelen op efficiënte wijze te kunnen vervoeren.
- De Docklands Light Railway is uitgebreid van Canning Town naar Station Stratford en Stratford International via de deels buiten gebruik genomen North London Line. Deze lijn werd in 2010 in gebruik genomen. De uitbreiding tussen King George V en Woolwich Arsenal, de tweede verbinding van de DLR onder de Theems is in januari 2009 geopend. 22 nieuwe treinstellen zijn aangeschaft, mede gefinancierd door de organisatie van de Spelen;
- London Overground heeft de East London Line overgenomen en uitgebreid. Deze lijn is voorafgaand aan de spelen aangesloten op de North London Line bij Station Dalston Junction;
- Elke zes minuten reed er een "Olympic Javelin"-hogesnelheidstrein tussen Stratford en Centraal-Londen (St Pancras International);
- TfL heeft een kabelbaan laten bouwen over de Theems.[6] Het project kostte £ 25 miljoen, en heeft een capaciteit van circa 2.500 passagiers per uur. De kabelbaan kruist de Theems tussen Greenwich Peninsula en de Royal Docks. Met de kabelbaan is de reistijd tussen de evenementen in de O2 arena en het ExCel exhibition centre verkort.[7] De kabelbaan wordt geëxploiteerd onder de naam Emirates Air Line.
- Door middel van Park & Ride-voorzieningen is geprobeerd de filedruk in de regio te beperken;
- Busdiensten vervoerden toeschouwers naar verder weg gelegen evenementen zoals het zeilen bij Portland;
- TfL en Network Rail voerden in de zomer van 2012 geen werkzaamheden uit die vertraging konden veroorzaken aan de infrastructuur[8]

## Mascotte
De officiële mascotte werd in mei 2010 voor het eerst gepresenteerd. Wenlock is de naam. De mascotte is een soort ruimtewezen met één oog en draagt het embleem van deze Olympische Spelen op de borst. De naam Wenlock komt van de plaats Much Wenlock, in Shropshire. In Much Wenlock kreeg Pierre de Coubertin zijn idee om de Olympische Spelen nieuw leven in te blazen. Uit een filmpje op de site van deze Spelen blijkt dat de mascotte zou zijn ontstaan toen een werknemer van een ijzerverwerking vlak voor zijn pensioen zijn laatste paal van het Olympisch Stadion maakte en van de stukjes ijzer die zijn samengesmolten op de vloer twee poppetjes voor zijn kleinkinderen maakte. Toen de kleinkinderen ermee gingen spelen, werden de poppetjes geraakt door een regenboog, waardoor deze tot leven kwamen en mascottes werden van de Olympische Spelen. Het ene poppetje, Wenlock voor de Olympische Spelen, en Mandeville voor de Paralympische Spelen.

## Olympische vlam
Traditiegetrouw werd ook bij deze Olympische Spelen de olympische vlam vanuit Olympia, Griekenland naar Londen overgebracht. De te gebruiken toorts werd op 8 juni 2011 gepresenteerd. Dit was een 80 cm hoge, 800 gram wegende gouden fakkel doorboord met 8000 gaatjes. De 8000 gaatjes symboliseerden de 8000 personen die de toorts van Olympia naar het Olympisch Stadion in Londen zullen overbrengen. De toorts werd aangestoken op 10 mei 2012 in Olympia en kwam 8 dagen later in Groot-Brittannië aan in Land's End. Daarvandaan startte een 70 dagen durende route door Groot-Brittannië, die op de dag van de openingsceremonie in Londen eindigde.

## Dopinggevallen
Zie ook het overzicht op Doping op de Olympische Zomerspelen 2012.
- De Griekse hoogspringer en wereldkampioen indoor Dimítrios Chondrokoúkis is uitgesloten voor de Olympische Spelen, vanwege het gebruik van stanozolol.
- De Hongaarse discuswerper Zoltán Kővágó is uitgesloten van de Spelen, na het weigeren van een dopingtest. Het weigeren van een dopingtest staat gelijk aan een positieve test. Kővágó won voor Hongarije bij de Olympische Zomerspelen in Athene nog de zilveren medaille.[9]
- De Albanees Hysen Pulaku werd door het Albanees Olympisch Comité teruggetrokken voor deelname aan de Olympische Spelen vanwege een positieve dopingtest.[10]
- De Turken Fatih Baydar en Hasan Akkus werden door het Turks Olympisch Comité teruggetrokken voor deelname aan de Olympische Spelen vanwege een positieve dopingtest.[10]
- Op 29 juli werd Tameka Williams door het Olympisch Comité van Saint Kitts en Nevis naar huis gestuurd, omdat ze verwikkeld is in een dopingzaak.[11]
- Loeiza Galioelina werd uitgesloten van deelname aan de Olympische Spelen. Bij een dopingcontrole op 25 juli werd ze betrapt op furosemide, een maskerend middel.[12]
- De Amerikaanse judoka Nicholas Delpopolo werd gediskwalificeerd voor een inbreuk op de antidopingregels. Direct na zijn deelname op 30 juli aan de judoproef in de categorie tot 73 kg heeft hij een controle ondergaan. De analyse van zijn urinestaal wees de aanwezigheid uit van 11-nor-delta-9-carboxy-thc. Deze verboden substantie is het actieve bestanddeel in cannabis.
- Daags na de slotceremonie werd bekend dat de Wit-Russische olympisch kampioene kogelstoten Nadzeja Astaptsjoek betrapt werd op het gebruik van doping. De Nieuw-Zeelandse Valerie Adams werd tot winnares gekroond.

## Trivia
- Bij de voetbalwedstrijd tussen de vrouwen van Noord-Korea en Colombia op 25 juli werd de vlag van Zuid-Korea getoond. Noord-Korea weigerde vervolgens af te trappen. Met een uur vertraging werd er alsnog afgetrapt in Glasgow.[13]
- Nog tijdens de Spelen werden zeven sporters uit Kameroen vermist. De organisatie vermoedde dat ze asiel wilden aanvragen. Later werd bekend dat ook sporters uit Eritrea, Guinee en Ivoorkust verdwenen waren. Enkelen hebben verklaard dat ze inderdaad in Groot-Brittannië wilden blijven wegens onrust in hun eigen land.[14][15]